# Taijuan Walker
Taijuan Emmanuel Walker (ur. 13 sierpnia 1992) – amerykański baseballista występujący na pozycji miotacza w Arizona Diamondbacks.

## Przebieg kariery
Walker został wybrany w 2010 roku w pierwszej rundzie draftu z numerem 43. przez Seattle Mariners i początkowo grał w klubach farmerskich tego zespołu, między innymi w Tacoma Rainiers, reprezentującym poziom 
Triple-A. W Major League Baseball zadebiutował 30 sierpnia 2013 w meczu przeciwko Houston Astros, w którym zanotował zwycięstwo.
13 sierpnia 2016 w meczu z Los Angeles Angels of Anaheim zanotował swój pierwszy w MLB complete game shutout.
23 listopada 2016 w ramach wymiany zawodników przeszedł do Arizona Diamondbacks.